# Нечаєви
Неча́єви (рос. Нечаевы) — присілок у складі Орічівського району Кіровської області, Росія. Входить до складу Пищальського сільського поселення.
Населення становить 9 осіб (2010, 11 у 2002).
Національний склад станом на 2002 рік — росіяни 100 %.